# Margaret Clarke
Pour les articles homonymes, voir Clarke.
Margaret Clarke, née Crilley le 1er août 1884 (ou le 29 juillet 1888 suivant les sources) à Newry et morte le 31 octobre 1961 à Dublin, est une portraitiste irlandaise. Membre de la Royal Hibernian Academy, elle est l'épouse du peintre Harry Clarke.

## Biographie

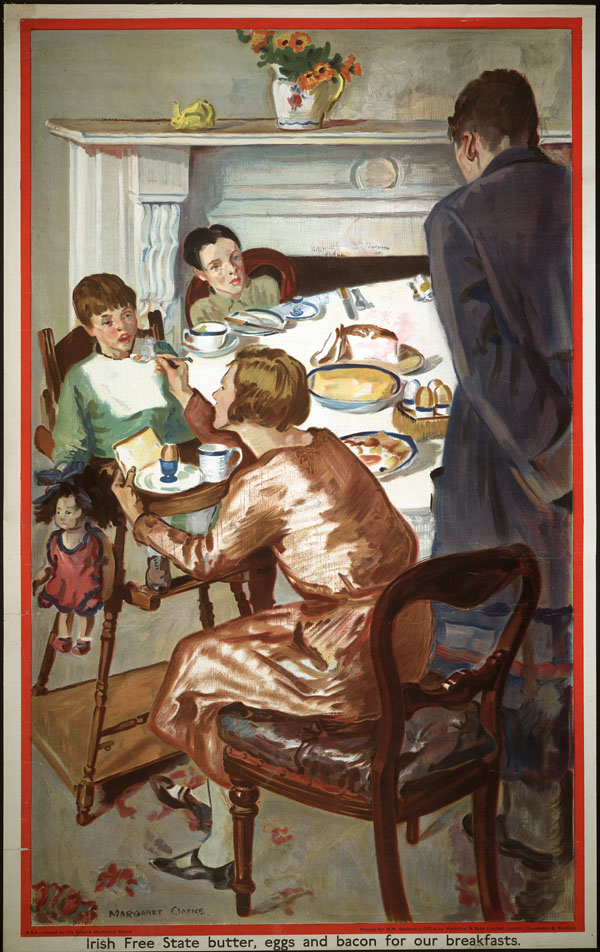
Irish Free State Butter, Eggs and Bacon for our Breakfasts

Margaret Crilley est née à Newry, dans le Comté de Down, le 1er août 1884. Elle est l'une des six enfants de Patrick Crilley. la date de naissance est souvent donnée au 29 juillet 1888, mais est différente dans les archives locales. Formée à la Newry technical school avec sa sœur Marie, avec l'intention de devenir professeure, Margaret Crilley gagne en 1905 une bourse pour étudier au National College of Art and Design à Dublin. Elle y a pour professeur William Orpen, qui la considère comme l'une de ses étudiantes les plus prometteuses. Elle termine ses études en 1911, obtenant son certificat de professeur d'art, et a commence à travailler en tant qu'assistante d'Orpen.
En 1914, Margaret épouse son camarade Harry Clarke, lui aussi étudiant, à la grande surprise de leurs familles et connaissances. Le couple s'installe dans un appartement au 33 North Frederick Street. Ils ont trois enfants, Michael, David et Ann. Walter, le frère de Harry épouse Marie, la sœur de Margaret, en 1915. Elle devient le directrice du Harry Clarke Stained Glass Studios à la suite de la mort de son mari, en 1931. Elle meurt à Dublin le 31 octobre 1961, et est enterrée dans le cimetière Redford à Greystones, dans le comté de Wicklow. Une plaque bleue célèbre sa mémoire sur son lieu de naissance, à Newry.

## Travail artistique
Margaret Clarke expose pour la première fois à la Royal Hibernian Academy en 1913, et présente plus de 60 œuvres différentes jusqu'en 1953, des portraits pour la plupart. Parmi ses commandes de portraits, elle a travaillé pour le peintre Dermod O'Brien, le président irlandais Éamon de Valera, l'archevêque McQuaid, ou encore le poète Lennox Robinson,. Au cours de sa vie, elle passa beaucoup de temps sur les Îles d'Aran, avec l'artiste Sean Keating et son mari, et y produisit un certain nombre de paysages et d'études de plus petite taille.
Un critique a écrit en 1939 que Clarke « produit de remarquables dessins dans lesquels l'individualité est prise dans quelques lignes rapides et légères ». Au cours de sa carrière, Margaret Clarke a remporté de nombreux prix, dont les médailles Tailteann, d'or, d'argent et de bronze en 1924, et deux autres de bronze en 1928 et 1932. Elle a été élue membre associé de la Royal Hibernian Academy (ARHA) en 1926, devenant membre à titre complet en 1927. Lors de la création de l'Exposition irlandaise d'Art de Vivre en 1943, Clarke a été nommée membre du comité exécutif. Son travail peut être observé dans les collections de la National Gallery of Ireland, La Hugh Lane, la Crawford Art Gallery, le Ulster Museum, la Limerick City Gallery of Art, et la National Self Portrait Collection à l'université de Limerick, et le Irish College, à Rome.